# Lugo (Spagna)
Lugo (in galiziano AFI: /ˈluɣo̝/) è un comune spagnolo di 98 560 abitanti capoluogo della sua provincia omonima, della comarca omonima, nella comunità autonoma della Galizia, in Spagna.
La città fu fondata dai romani tra il 26 e il 12 a.C. in onore di Augusto; da qui il nome originale di Lucus Augusti

## Storia

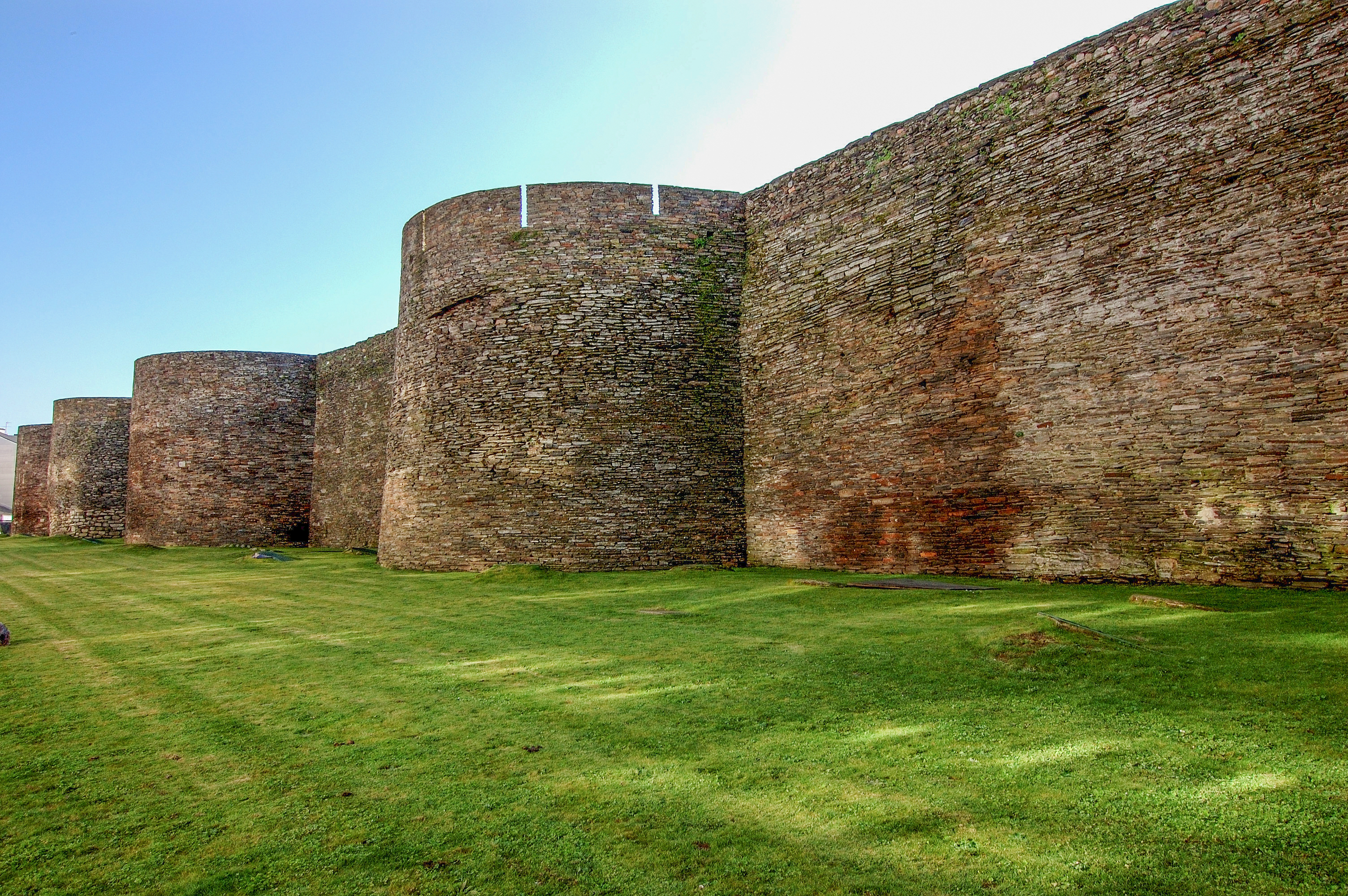
Le mura romane di Lugo

Inizialmente era un accampamento militare e poi si trasformò in una delle tre capitali amministrative della Gallaecia, la provincia romana che occupava il nord-ovest della penisola iberica (le altre due erano Braga e Astorga). Fondata con il nome di Lucus Augusti, dalla parola latina lucus, luci che significa "bosco sacro" (secondo interpretazioni recenti "il bosco parzialmente illuminato ove si compivano i sacrifici"). Secondo altri studiosi il toponimo di Lugo potrebbe derivare dal nome di una divinità celtica, lugh ("figlio del Sole"), che richiamerebbe tuttavia lo stesso significato della parola latina lux, lucis ("luce"), dalla comune radice protoindoeuropea leuk ("luminosità").
Tradizionalmente si è sempre creduto che il cardine ed il decumano del primo insediamento romano si trovassero lungo le attuali Rúa San Pedro e Rúa Nova e che la attuale Praza do Campo fosse situata dove prima era il Foro. Recenti scoperte archeologiche, tuttavia, dimostrano che esisteva una grande piazza pubblica che occupava quello spazio del centro compreso tra Rúa Doutor Castro fino a Rúa do Progreso, includendo gran parte della attuale Praza de San Domingos.
Tra la fine del III e l'inizio del IV secolo d.C. furono costruite le mura che circondano tuttora il centro della città. Le mura, ancora completamente integre, sono inserite dal 2000 nella lista dei Patrimoni dell'umanità dell'UNESCO.

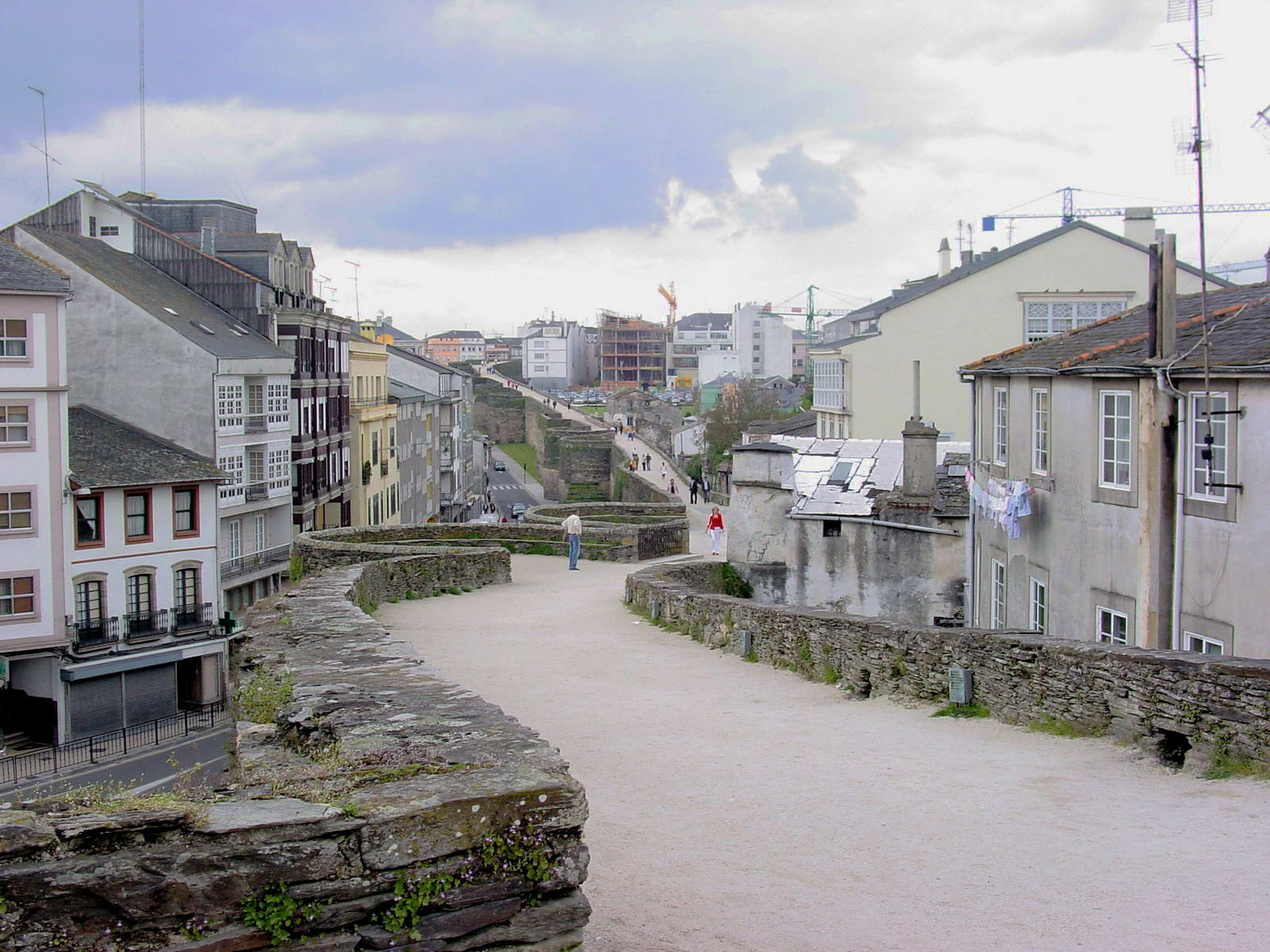
Il camminamento sopra le mura romane

Secondo alcuni autori dopo l'epoca romana Lugo rimase praticamente deserta e durante l'Alto Medioevo sarebbe stata occupata solo dal clero. Nel 1129 iniziò la costruzione della cattedrale romanica, progettata da Raimondo di Monforte e dedicata a Santa Maria detta "degli occhi grandi". La pala d'altare rinascimentale si ruppe durante il terremoto di Lisbona del 1755 e venne divisa in vari frammenti, di cui i due maggiori vennero posti alle due estremità della navata.
Durante il Basso Medioevo Lugo fu un centro di pellegrinaggio, contando la cattedrale su di uno speciale privilegio che conserva ancora: quello di esporre al pubblico un'ostia consacrata per tutte le ventiquattro ore del giorno (il calice con l'ostia nello stemma della città simboleggia proprio questo).
Sono invece del periodo gotico la chiesa di San Francisco (oggi San Pedro) e quella di San Domingos.
Fino al 1833, anno della creazione dell'attuale divisione amministrativa spagnola che la nominò capitale provinciale, Lugo rivaleggiava con altre due città della zona: Mondoñedo e Ribadeo. Trasformata in capitale Lugo crebbe di importanza e popolazione fino ad oggi.
Nel 1903 fu fondato l'unico quotidiano locale oggi esistente: El Progreso.

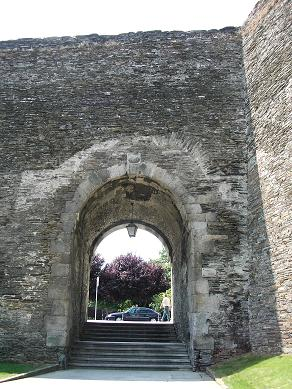
Porta delle mura romane, in praza de Ferrol

Nel 1972 si pose mano alla più grande riorganizzazione urbanistica dai tempi dei romani con la demolizione di circa 1500 tra edifici e capanne che erano "appoggiati" alle mura, ridando alla cinta muraria la sua antica fisionomia.

## Altri luoghi di interesse
Altri edifici di interesse sono il balneario ed il ponte romano. Si ha notizia che una strada romana univa la città con i due monumenti menzionati anche se si ignora il tracciato esatto. Una strada medioevale che forse seguiva il tracciato di quella romana è stata distrutta nel 1990 mentre, ironicamente, si stava proprio avviando una timida politica di recupero delle zone vicino alla città.
Il museo provinciale di Lugo si segnala per la collezione di gioielleria celta, i mosaici romani e collezioni di artisti galiziani (tra i quali Castello, Xulia Minguillón, Castro Gil e Asorey). Una parte del museo è occupata dal Museo Nelson Zumel di arte contemporanea.
La facciata del palazzo comunale, dell'inizio del XVIII secolo, opera di Ferro Caveiro, è un esempio tipico di barocco galiziano.
La città possiede vari spazi di alto valore naturalistico, come il parco dedicato a Rosalía de Castro, le passeggiate fluviali lungo i fiumi Miño e Rato.
A meno di dieci chilometri dalla città si trova il santuario, databile intorno ai secoli III e IV, di Santa Eulalia de Bóveda che conserva ancora interessanti affreschi.

## Infrastrutture e trasporti
È presente la stazione ferroviaria, situata lungo la ferrovia León-A Coruña.

## Sagre e gastronomia

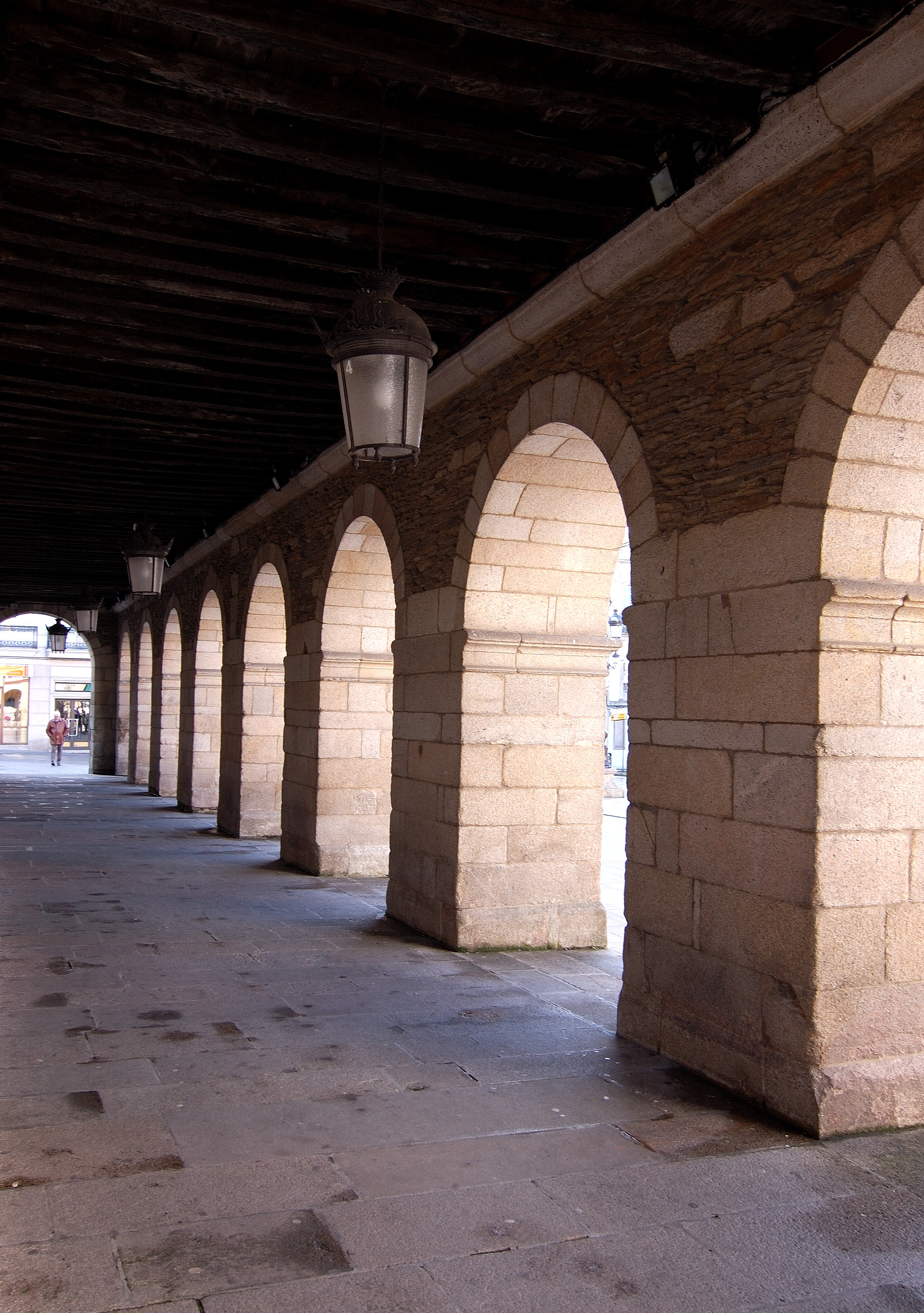
Portici in palazzo comunale (Pazo do Concello)

Famosa per i suoi locali in Rúa Nova, Rúa da Cruz (conosciuta infatti anche come Rúa dos Viños) e in Praza do Campo, Lugo ha anche una ricca tradizione culinaria. Tra i suoi piatti tipici più rinomati il polbo á feira, il caldo gallego e le empanadas. Per carnevale è tipico il lesso di maiale.
Patrono di Lugo è San Froilán (5 ottobre), la cui festa riunisce numerosi visitatori provenienti dalla Galizia e da altre parti della Spagna e del Portogallo.
Ogni anno nel mese di giugno si svolge una rievocazione storica di impronta romana, l'Arde Lucus.

## Sport

### Calcio
- Club Deportivo Lugo militante in Segunda División.